# رولف تریگو بوش
رولف تریگو بوش (زادهٔ ۱۵ نوامبر ۱۹۲۰ – درگذشتهٔ ۱۸ دسامبر ۲۰۱۶) یک دیپلمات و سفیر نروژی بود.

## زندگی
او در اوستفولد نروژ به دنیا آمد. در سال ۱۹۴۶ از دانشگاه اسلو مدرک گرفت و در سال ۱۹۴۷ در وزارت امور خارجه استخدام شد و در سال ۱۹۶۰ به سمت معاون وزیر و در سال ۱۹۶۳ به سمت مدیر فرعی ارتقا یافت. او از سال ۱۹۶۵ تا ۱۹۶۵ به عنوان رایزن سفارت در سفارت ناتو نروژ خدمت کرد.